# Wygódka (gmina Sużany)
Wygódka (lit. Pakryžė) – dawna osada. Tereny na których była położona, leżą obecnie na Litwie, w okręgu wileńskim, w rejonie wileńskim, w gminie Sużany.
Współcześnie część wsi Podkrzyż.

## Historia
W dwudziestoleciu międzywojennym leżała w Polsce, w województwie wileńskim, w powiecie wileńsko-trockim, w gminie Niemenczyn. W 1931 miejscowość liczyła 25 mieszkańców, zamieszkałych w 1 budynku.
Po II wojnie światowej w granicach Związku Sowieckiego. Od 1991 na niepodległej Litwie.